# Sappho
Sappho (Attisch: Σαπφώ, Aeolisch: Ψάπφω, "Psappho") — ca. 630 – ca. 570 v.Chr. — was een lyrische dichteres uit het oude Griekenland. Anacreon noemt haar "de zoetzingende", Lucianus "de honingzoete glorie van Lesbos", en een aan Plato toegeschreven epigram (Anthologia Palatina IX 506) noemt haar de "tiende muze":
Ἐννέα τὰς Μούσας, φασίν τινες· ὡς ὀλιγώρως·
ἠνίδε καὶ Σαπφὼ Λεσβόθεν, ἡ δεκάτη.
Er zijn negen Muzen, zeggen sommigen — hoe kortzichtig:
er is ook nog Sappho van Lesbos, de tiende.

## Leven

### Biografie

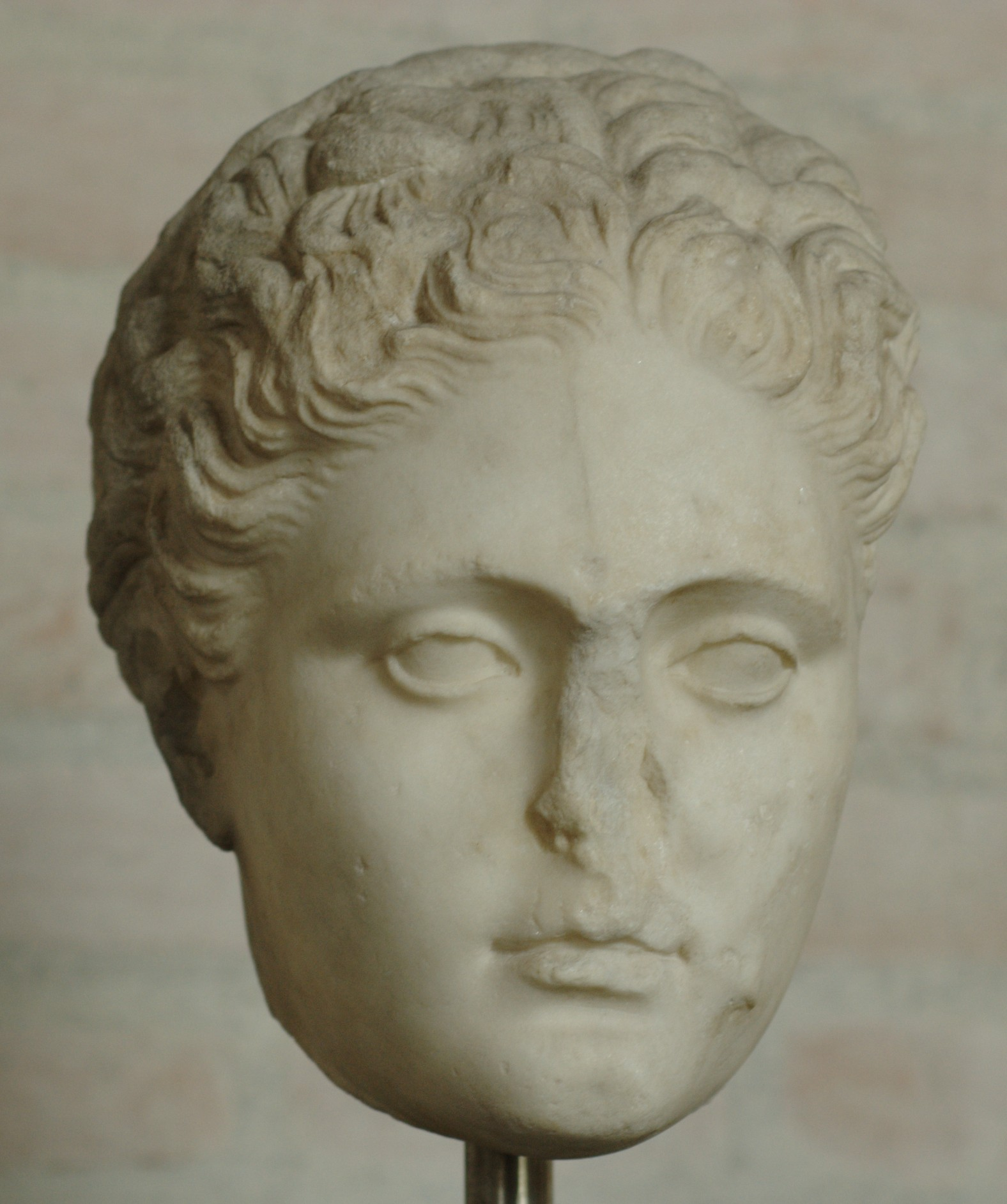
Vrouwenhoofd, vermoedelijk van een standbeeld van Sappho door Silanion (circa 340–330 v.Chr.)

Volgens André Lardinois zijn er drie soorten bronnen over Sappho. Ten eerste Sappho's (bewaarde) gedichten zelf, ten tweede de testimonia, 'een verzameling verzinselen' zoals Lardinois ze noemt, van een aantal antieke auteurs en ten derde is er de 'historische context', alles wat we weten over de tijd waarin Sappho leefde, namelijk de Archaïsche periode. Het is nodig voorzichtig met deze bronnen om te gaan, aangezien het moeilijk te achterhalen is in hoeverre ze te vertrouwen zijn. Zo is het onderscheid tussen het Ik in haar gedichten en het historische Ik zeer onduidelijk te maken. Men weet met andere woorden zelfs niet of haar poëzie wel als historische bron betrouwbaar is.
Een van de bronnen die biografische gegevens vermeldt, is de tiende-eeuwse Byzantijnse encyclopedie Suda, ongeveer vijftienhonderd jaar na Sappho. De Suda meldt dat zij haar floruit (bloeitijd) bereikte in de periode van de 42e Olympiaden (612 - 609 v.C.) en dus rond 630 v.Chr. moet zijn geboren. Haar sterfdatum is onbekend (omstreeks 580, 570 v.Chr.). Ze was afkomstig uit Lesbos en haar geboortestad zou Mytilini of Eresos zijn. De Suda noemt acht mogelijke namen voor haar vader, waaronder Scamander (Σκάμανδρος), en haar moeder zou Kleïs (Κλέϊς) heten. Verder worden drie broers, Larichus (Λάριχος), Charaxus (Χάραξος) en Eurygius (Εὐρύγιος) genoemd. Al deze gegevens zijn uiteraard zeer onzeker, aangezien dit geen contemporaine bron is.
Haar familie maakte deel uit van de lokale aristocratie en was actief betrokken bij de politiek in Lesbos. Als gevolg van de staatsgreep op het eiland na de opstand door Pittacus verbleef Sappho in het buitenland (Syracuse), maar uiteindelijk keerde ze in 581 v.Chr. naar Lesbos terug.

### Seksualiteit
Het beeld van Sappho als lesbische dichteres dat zeker tot de 19e eeuw gangbaar was bij het brede publiek, vindt zijn wortels waarschijnlijk bij een gedicht van Ovidius, waarin Sappho een brief schrijft naar Phaon en impliciet haar liefde voor de meisjes uit haar kring vermeldt. Tot de 19e eeuw dacht men dat deze brief oorspronkelijk van Sappho zelf was en dat Ovidius hem vertaald heeft. Dat Sappho lesbisch was, werd dus al eeuwen aangenomen op basis van een fictieve brief.
Sappho's poëzie is ambigu wat betreft haar seksuele geaardheid, aangezien ze zowel over heteroseksuele als homoseksuele verhoudingen schreef.
Dat er in haar poëzie geen expliciet fysieke uitingen van homo-erotische gevoelens bestaan, is niet bevredigend als argument dat ze niet homoseksueel zou zijn, aangezien de mannelijke dichters uit dezelfde periode niet in twijfel getrokken worden wanneer zij over hun pederastische relaties schrijven.
Ook haar gevoelens kunnen geen uitsluitsel geven over haar geaardheid, omdat het in de oudheid niet de gewoonte was uiterst persoonlijke gevoelens te beschrijven. Als dit toch werd gedaan, dan werden ze altijd aan een god toegeschreven.
Er valt verder nog een kleine kanttekening te maken. In de tijd waarin Sappho leefde, de Archaïsche periode, werd geen duidelijk onderscheid gemaakt tussen homo- en heteroseksualiteit. Sappho 'lesbisch' noemen, is dus een anachronisme. Pas na de Klassieke periode begon men dit onderscheid wel te maken en werden pederastische gevoelens steeds minder aanvaard. Lardinois concludeert hieruit dat “zolang dit onderscheid niet absoluut is, kan men in Sappho een algemeen erotische vrouw zien”. Page Dubois beweert zelfs dat men zo weinig weet over de omstandigheden waarin Sappho's gedichten werden opgevoerd of over haar leven, dat er eigenlijk niets kan afgeleid worden uit haar poëzie en dat zelfs de naam Sappho als persoon of personage onzeker is.
In de negentiende eeuw kwam volgens DuBois de mythe in de mode dat zij bij haar terugkeer een kostschool voor aristocratische meisjes stichtte. Sappho zou de meisjes in haar kring voorbereiden op het huwelijk door hen een opleiding te geven in poëzie, muziek en dans. Volgens Claude Calame kan Sappho's homo-erotische poëzie vanuit deze context verklaard worden: Sappho bereidde hen ook seksueel voor op het huwelijksleven. Sappho's homoseksualiteit zou dan ingebed zijn in een sociale en educatieve context.
De sfeer van intimiteit tussen Sappho en meisjes in haar gedichten bezorgde haar de reputatie de vrouwenliefde aan te hangen, vandaar het woord "lesbisch" letterlijk "afkomstig van het eiland Lesbos". Als zodanig werd ze ook in menige Atheense komedie opgevoerd. Uit Sappho's gedichten spreekt eerder een biseksualiteit, van romantische bindingen binnen een groep als in de poëzie van Alcaeus en later Pindarus. Het is niet duidelijk of haar gedichten autobiografisch bedoeld zijn.

### Vermeende zelfmoord
In de komedie Leukadia (Het meisje van Leukas) van Menander wordt beweerd dat Sappho zelfmoord zou hebben gepleegd door van de Leukadische kliffen te springen na een onmogelijke liefde voor de jonge veerman Phaon, maar dit lijkt een verzinsel.

### Mogelijke dochter

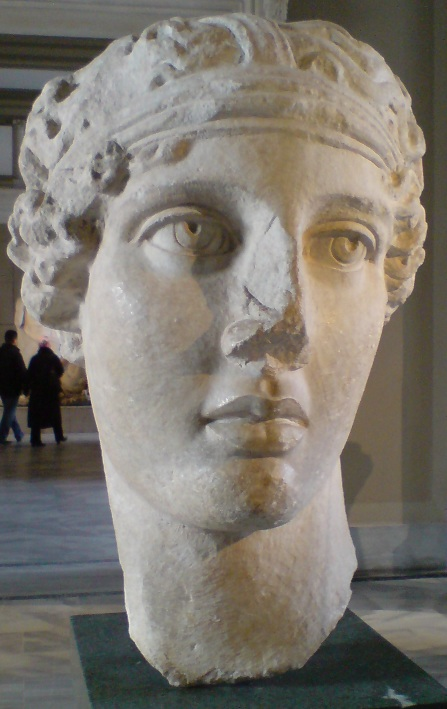
Portret van Sappho uit Hellenistische periode

Volgens de Suda was ze getrouwd met de rijke koopman Kerkylas van het eiland Andros; dit kan echter een grap zijn, want "Kerkylas van Andros" betekent "Stijve van man". Mogelijk had ze een dochter, Kleïs, naar Sappho's moeder genoemd zoals toen gebruikelijk. Maar in haar geschriften spreekt ze ook over ene "Kleïs" als haar "'pais", het Aeolische woord dat vaker gebruikt werd om een slaaf of een (dienst)meisje aan te duiden dan een dochter. Daarom gebruiken vertalers als Diane Rayor en David Campbell het neutrale woord "child" ("kind").

### Plaatsgenoten
Sappho was een tijd- en plaatsgenoot van collega-dichter Alcaeus (Ἀλκαῖος) en politicus/filosoof Pittacus (Πιττακός, een van de Zeven Wijzen). Zij oefende haar beroep uit tot haar dood — nog op haar sterfbed schreef zij een gedicht waarin ze haar leerlingen - als ze die had - berispte:
Want het is niet gepast dat er in een Muzen-erend huis

Geweeklaag is: dat zou niet juist voor ons zijn

(Fragment 150 (Lobel-Page 150) vert. A. de Weerd)

## Werk

### Aard en omvang

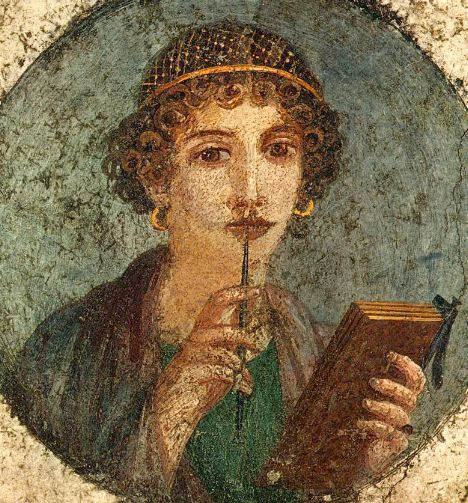
Zogenaamde Sappho, jonge vrouw met schrijfstift en wastafel. Romeins fresco in de vierde stijl, 45-100 n.Chr., Pompeï, Regio VI, Insula occidentalis

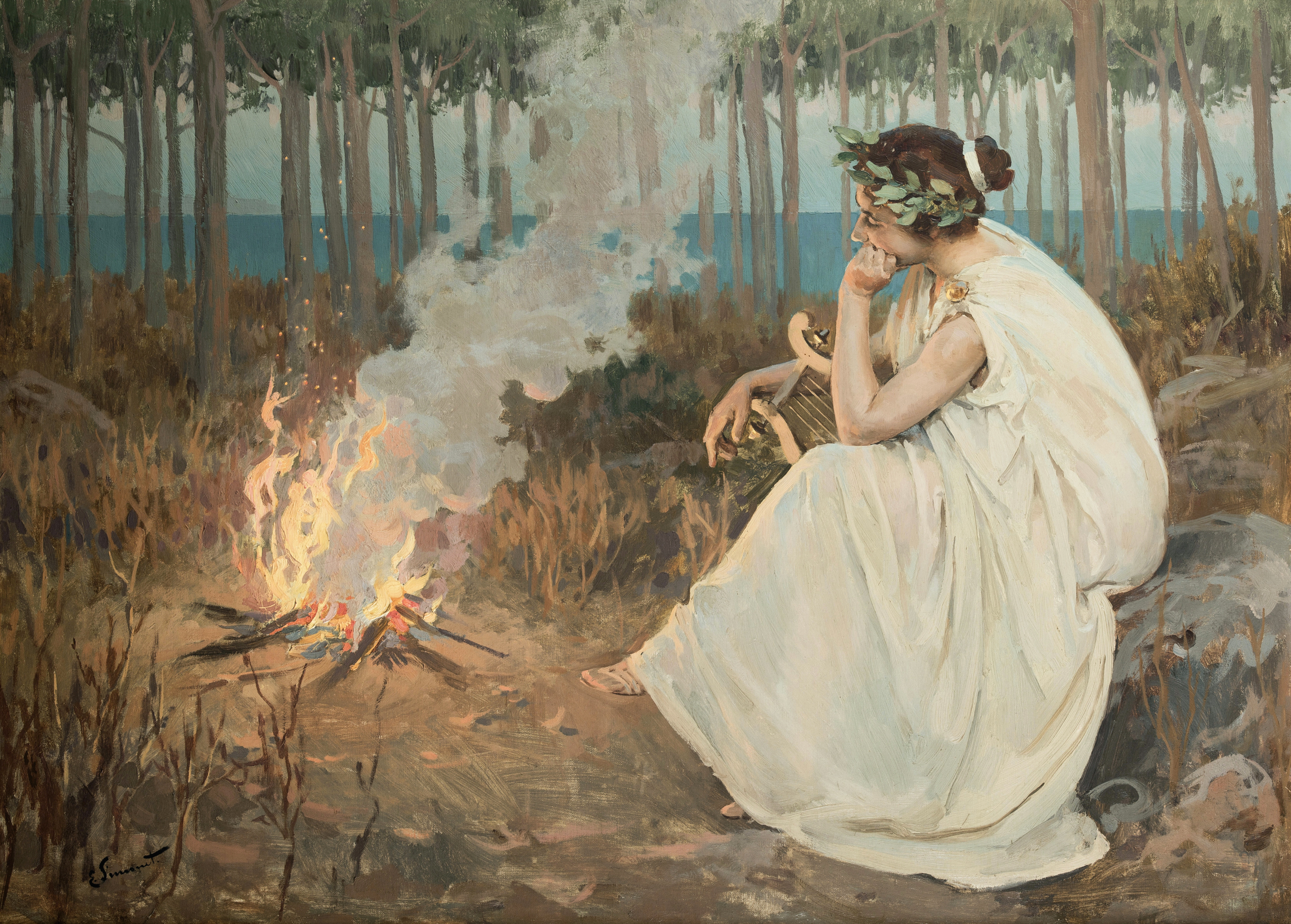
Sappho van Enrique Simonet

Sappho schreef in het Aeolische dialect van het Grieks, voornamelijk lyrische poëzie, liederen om gezongen te worden onder begeleiding van de lier. Haar werk kenmerkt zich door de verfijning van warme gevoelens. In een heel eigen stijl, getuigend van grote originaliteit, bezong zij haar eigen vrouwelijke wereld: de vertrouwelijke omgang met meisjes, muziek, feest, liefde, de natuurbeleving. De "diepste roerselen van haar ziel" wist zij zeer direct te verwoorden.
Naast deze persoonlijke gedichten schreef zij ook epische poëzie, epigrammen en bruiloftsgedichten.
Sappho's lyrische gedichten bevatten de oudste bewaard gebleven persoonlijke expressie in de literatuur: eerdere poëzie, zoals die van Hesiodus en Homerus, handelde over de werken van goden en helden, of waren lofzangen voor de eredienst. Ook als musicus schijnt Sappho belangrijke innovaties te hebben gedaan: aan haar wordt de uitvinding van het plectrum toegeschreven en ze zou een aantal muzikale modi hebben bedacht.

### Tekstoverdracht door de eeuwen

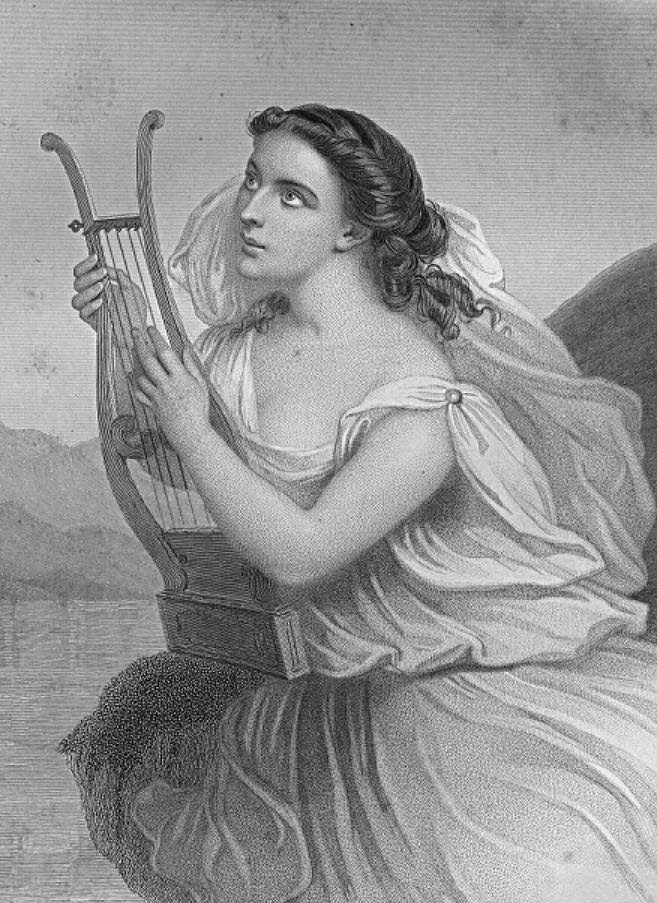
Romantische verbeelding van Sappho, 1883

In de Hellenistische tijd, ruim vijfhonderd jaar na haar dood, werden haar gedichten door de Alexandrijnse bibliothecarissen geklasseerd naar metrum (versmaat) en onderwerp. Dit resulteerde in een verzameld werk van tien boeken (negen naar metrum en één boek bruiloftsgedichten). Van dit omvangrijke werk zijn slechts enkele fragmenten bewaard gebleven, tot voor kort merendeels in citaten van andere schrijvers. De laatste overblijfselen, die waarschijnlijk zelf ook kopieën waren van verloren papyri, dateren van de zesde en zevende eeuw n.C.
Sappho's poëzie is uiteindelijk volledig verloren gegaan rond het begin van de Middeleeuwen. Vanaf dat moment begon de legende te circuleren dat de eerste christenen daarvoor gezorgd hebben. Dit wordt onder andere verklaard doordat de Kerk, in de Middeleeuwen de belangrijkste bron van wetenschappelijke en culturele continuïteit, niet veel ophad met de lesbische reputatie van Sappho, en dat haar werk daarom niet meer werd overgeschreven.
Vooral in de renaissance werd deze legende op de spits gedreven door verschillende humanisten zoals Joseph Scaliger (16e eeuw). Hij beweerde dat alle lyrische poëzie uit de oudheid in 1073 verbrand werd door Paus Gregorius VII.
Dat de Kerk als grote schuldige kan aangeduid worden is niet correct, maar helemaal onjuist is het ook niet. In de middeleeuwen was er namelijk weinig interesse om Griekse teksten, inclusief Sappho, te kopiëren. De kloosters hadden toen het monopolie op tekstoverlevering en schreven voornamelijk Latijnse teksten over, waardoor Grieks werk dus niet of onvoldoende overgeleverd werd. Daarnaast werden heidense auteurs veel minder gelezen dan christelijke.
Classica Margaret Williamson noemt nog twee andere oorzaken die de overlevering van Sappho's werk mee de das om hebben gedaan. Enerzijds was het in de Byzantijnse periode de mode enkel in het Attisch te schrijven en alle andere Griekse dialecten, waaronder ook het Aeolisch van Sappho, werden verbannen uit de schrijfcultuur. Het Aeolisch werd bovendien als zeer moeilijk ervaren, waardoor het nog minder aantrekkelijk werd om Sappho te lezen en te kopiëren. Sappho werd soms wel in bepaalde werken opgenomen om bepaalde uitzonderlijke grammaticale constructies of woorden uit te leggen. Dankzij die auteurs is Sappho op indirecte wijze toch deels overgeleverd.
Anderzijds was de retoriek in dezelfde periode aan een opmars bezig, waardoor poëzie steeds meer naar de achtergrond werd verdrongen. Poëzie werd enkel nog gereciteerd als retorische oefening.
De twintigste eeuw heeft echter een belangrijke uitbreiding van haar werk opgeleverd in de vorm van papyrusvondsten in Egypte. Zo is fragment 2 uitgebreid van twee door Hermogenes geciteerde losse regels naar drie complete coupletten (en naar het zich laat aanzien nu op een paar woorden na volledig).
Momenteel is er slechts één compleet gedicht, dat het openingsgedicht van haar verzamelde werken was en als zodanig in zijn geheel door een Hellenistische literatuurwetenschapper werd aangehaald, en zijn er een stuk of tien nagenoeg complete gedichten. De rest van de fragmenten, 200 in getal, wordt gevormd door papyrusfragmenten of citaten door andere auteurs (variërend van een regel of drie tot soms niet meer dan een los woord). In totaal zijn er niet meer dan circa zestig fragmenten van twee of meer regels bewaard gebleven.
In de 18e eeuw bedoelde men met een "sappho", een vrouw die orale seks (met een man) bedreef. Zo vinden we uitdrukking "Une vraie Sappho" ("een echte Sappho") in de memoires van Casanova.

### Moderne uitgaven

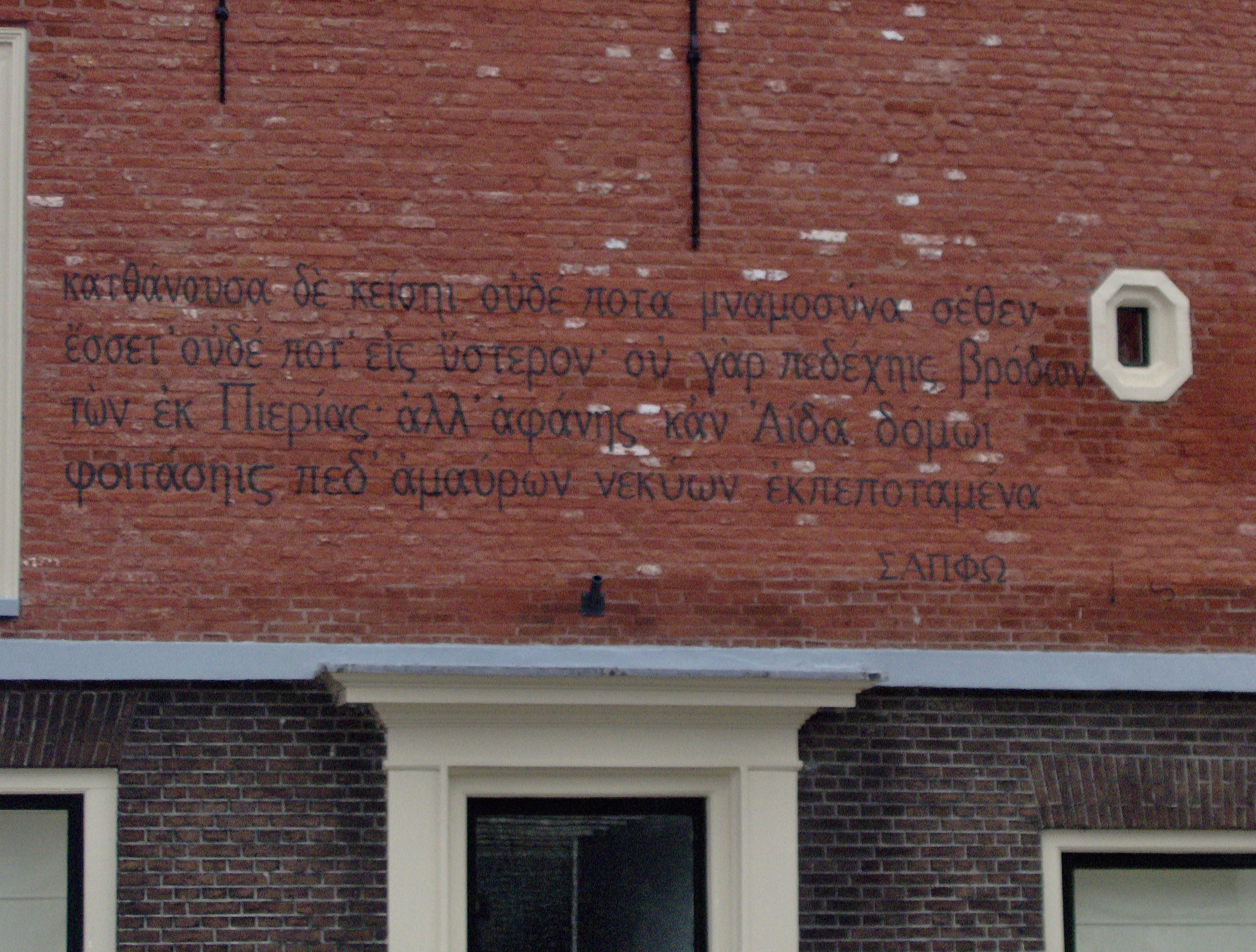
Gedicht van Sappho, geschilderd op een muur van een gebouw op de hoek tussen de Oude Singel en de Volmolengracht in Leiden. Vertaalpoging:
Maar je zult altijd dood liggen, en er zal geen herinnering aan jou /
Zijn dan en later. Want je hebt geen deel aan de / Rozen van Pieria. Maar als onbekende zelfs in het huis van Hades / Zul je zwerven fladderend tussen de schimmige doden.

Pas in de negentiende eeuw wordt Sappho's werk herontdekt onder invloed van de Romantiek en door beroemde Duitse classici als Von Wilamowitz. De voornaamste wetenschappelijke standaarduitgave is die van Edgar Lobel en Denys Page. In de jaren 80 van de twintigste eeuw werd deze opgevolgd door die van D.A. Campbell (Loeb-uitgave Greek lyric, vol. 1: Sappho and Alcaeus. Griekse brontekst en Engelse prozavertaling). Hierin zijn de omvangrijke papyrusvondsten verwerkt.
Een goede in het Nederlands verschenen introductie tot Sappho is het boek van de Duitse Marion Giebel, Sappho (oorspronkelijke uitgave 1980, vertaald door Jaap en Keeske van Rossum du Chattel, uitgeverij Kwadraat, 166 p.). Het boek heeft een uitgebreide bibliografie en een vrij groot aantal gedichten, in het Nederlands vertaald door verschillende vertalers.
P.C. Boutens' vertaling van de Bede aan Aphrodite staat er integraal in afgedrukt.

### Vertalingen in het Nederlands
Lied 31 (Lobel-Page) luidt (eerste strofe tevens in het Grieks met uitspraak bij benadering):
φαίνεταί μοι κῆνος ἴσος θέοισιν (Fainetai moi kènos isos teoisin)
ἔμμεν' ὤνηρ, ὄττις ἐνάντιός τοι (Emmen onèr, ottis enantios toi)
ἰσδάνει καὶ πλάσιον ἆδυ φονεύ- (Isdanei kai plasion adu foneu-)
σας ὐπακούει (Sas upakouei)
Gelukkig als de goden lijkt
mij de man die vlak
tegenover jou zit en luistert
naar je mooie stem
en lieve lach zodat plots
mijn hart in mijn borst bonst
zodra ik naar je kijk
stokt mijn stem
mijn tong is gebroken,
een licht vuur loopt door
mijn huid, ik zie niets meer
mijn oren suizen
zweet stroomt van mij af
een beven bevangt me
ik ben groener dan gras
het lijkt of ik dood ga
maar alles is te dragen als...
Dit gedicht is geschreven in een saffisch metrum. De Romeinse dichter Catullus baseerde zijn Carmen 51 op dit gedicht, ook hij schreef het in het saffisch metrum.
Sappho is uitgebreid vertaald in het Nederlands. De belangrijkste vier uitgaven van de 20e eeuw zijn:
- Oden en fragmenten van Sapfo, vertaald door P.C. Boutens (1928).
- Liederen van Lesbos, vertaald door Paul Claes (1985 en 2006).
- Aart Wildeboer en Pierre J. Suasso de Lima de Prado: Sappho van Lesbos – Eros ontwortelt mijn hart, Ambo Anthos, 2014.
- Gedichten, vertaald door Mieke de Vos (1999).

Boutens was een classicus, en dat blijkt uit de fraai in hetzelfde metrum vormgegeven verzen — die daarom en door het archaïsche taalgebruik weleens wat moeilijk lezen. Zijn vertaling ontbeert nog vele van de latere papyrusvondsten. De vertalingen van Claes en van De Vos ontlopen elkaar niet veel: helder en goed bij de tekst gebleven, maar met oog voor de dichterlijke grondtekst. Het werk van Wildeboer en Suasso de Lima de Prado laat zich naar de mening van sommigen eerder kenschetsen als een interpretatie/herdichting dan als een vertaling (inclusief enkele toevoegingen overgenomen uit J.M. Edmonds' klassieke Lyra Graeca, maar is voor de niet-academische, geïnteresseerde lezer het toegankelijkst. De vertaling werd tot twee keer toe bewerkt voor het toneel en is vier keer herdrukt onder de titel Eros ontwortelt mijn hart. De vijfde druk uit 2014 is een volledig herziene uitgave.

### Hedendaagse composities
De Nederlandse componist Lowell Dijkstra heeft in 2007 een viertal teksten van Sappho (vertaling Wildeboer en Suasso de Lima de Prado) gebruikt voor zijn compositie 'between, and I' voor mezzo sopraan en twee harpen. (uitgeverij Donemus, Amsterdam). Ook Annelies Van Parys zette reeds een aantal gedichten van Sappho op muziek.

### Controversiële herkomst van nieuw ontdekte gedichten

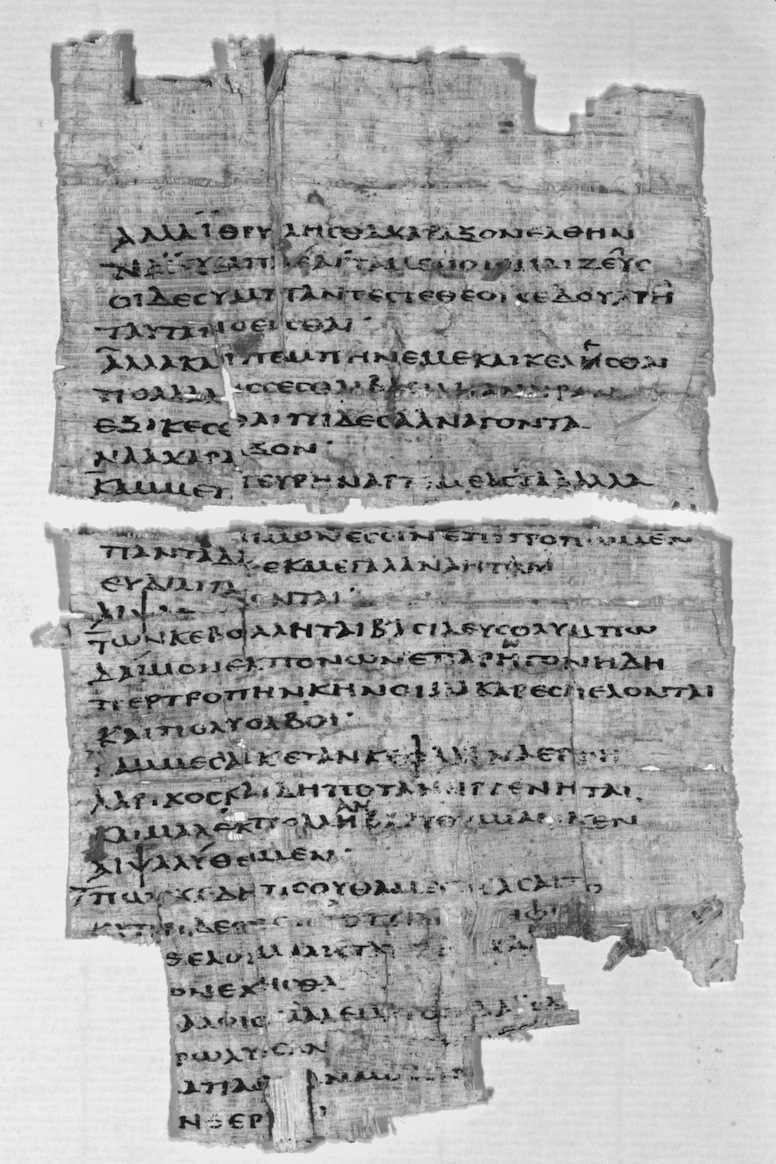
Stuk papyrus (17,6 × 11,1 cm) met delen van twee gedichten van Sappho. De bovenste twintig regels zijn de laatste vijf strofen van het gedicht over haar broers Charaxos and Larichos. De onderste negen regels vormen het begin van het Kypris gedicht. Eerste tot derde eeuw n.Chr. Ontdekt door Dirk Obbink in 2014.

Eind januari 2014 werden door Dirk Obbink, een papyroloog aan de Britse universiteit van Oxford, twee onbekende gedichten van Sappho uitgegeven. De teksten zijn geschreven op papyrus uit de derde eeuw na Christus, vermoedelijk afkomstig uit de Egyptische stad Oxyrhynchus. De papyri zouden in het bezit geweest zijn van een verzamelaar uit Londen en zouden aan Obbink voorgelegd zijn. De herkomst van de papyri is zeer onduidelijk. Obbink beweerde in eerste instantie dat ze afkomstig waren van een mummiemasker vervaardigd uit gerecycleerde papyri. Dit werd echter sterk betwijfeld omdat de papyri werden gekopieerd lang na het gebruik van gerecycleerde papyri voor mummiemaskers. Obbink ondernam later nog enkele pogingen om de herkomst te verklaren, maar geen daarvan waren voldoende overtuigend.
In 2015 verkocht veilinghuis Christie's de Sappho-papyri in privésfeer. Classicus C. Michael Sampson heeft de brochure waarin de papyri werden voorgesteld, onderzocht en maakte enkele bedenkingen. Hij beweert dat de foto's in de brochure niet de 'echte' Sappho-papyri waren en dat deze vervalste foto's dienden om het verhaal van het mummiemasker met de gerecycleerde papyri te bevestigen. In de brochure stond ook een artikel van Obbink, dat pas vier maanden na de uitgave van de brochure werd gepubliceerd. Sampson meent dat de eigenaar toegang had tot dit ongepubliceerd materiaal en hiervan geprofiteerd heeft om de papyri te kunnen verkopen.
Of deze papyri authentiek zijn of niet, weet men tot op heden niet. Zolang de authenticiteit niet kan bewezen worden, blijft deze controverse bestaan.

## Nederlandse vertalingen
- Oden en fragmenten van Sapfo, vert. P.C. Boutens, Stols, 1943.
- Verzamelde gedichten en fragmenten, vert. Aart Wildeboer en Pierre Suasso de Lima de Prado, Anthos, 1985. Herdruk in 1991, 1996, 2000 en herzien in 2014 onder de titel Eros ontwortelt mijn hart. Gedichten en fragmenten
- Liederen van Lesbos, vert. Paul Claes, Kritak, 1985. Herdruk in 2006.
- Sapfo: Gedichten, vert. Mieke de Vos, Athenaeum-Polak & Van Gennep, 1999. Herdruk in 2004, 2011.
- Sappho, P Uitgeverij, 2002; bloemlezing door Anton van Wilderode en Patrick Lateur.

## Verder lezen
- Bliss, Carman: Sappho: 100 Lyrics, 1907. Tekst in het publieke domein van het Project Gutenberg.[18]
- Campbell, D.A. (ed.): Greek Lyric 1: Sappho and Alcaeus, Harvard University Press, Cambridge, Mass., 1982, ISBN 0-674-99157-5 (Volledige Griekse tekst met Engelse vertaling en verwijzingen naar Sappho bij antieke schrijvers).
- Carson, Anne: If Not, Winter: Fragments of Sappho, Knopf, 2002, ISBN 0-375-41067-8 (Engelse vertaling met Griekse originele tekst); ook UK, Virago Press Ltd, ISBN 1-84408-081-1 (Boekbespreking met poëziefragmenten: N.Y. Times review).
- DuBois, Page: Sappho Is Burning, University of Chicago Press, 1995, ISBN 0-226-16755-0.
- Fernau, J.: Ein Griechischer Sommernachtstraum, Herbig, 1986; vertaling: Sappho: Een Griekse zomernachtdroom.
- Filia, Patrizia: Sapfo. Een dichteres van Lesbos, Liverse, 2015, ISBN 9789491034466. Vertaling uit het Frans, toneelstuk.
- Bremmer, J: Van Sappho tot de Sade. Momenten in de geschiedenis van de seksualiteit, Wereldbibliotheek, 1988, ISBN 9789028415256.
- Geerts, L.: Sapfo's lief, Bezige Bij, 1991, ISBN 9789023432074.
- Giebel, Marion: Sappho, Kwadraat Monografie, 1993, ISBN 90 6481 168 7 (een uit het Duits vertaalde biografie).
- Godderis, Jan: Weer siddert in mij de liefde die het lichaam sloopt. Sapphô van Lésbos blijft brandend, Garant, 2006, ISBN 9789044120004.
- Jong, Erica: Sappho's Leap, W.W. Norton, 2003; vertaling: Sappho's sprong.
- Lobel, E. en Page, D.L. (eds.): Poetarum Lesbiorum fragmenta, Oxford, Clarendon Press, 1955.
- Vos, Mieke de (red./vertaling): Ik verlang en sta in brand. Van Sapfo tot Sulpicia, Athenaeum, 2020, ISBN 9789025312282.